# Normas de segurança no local de trabalho

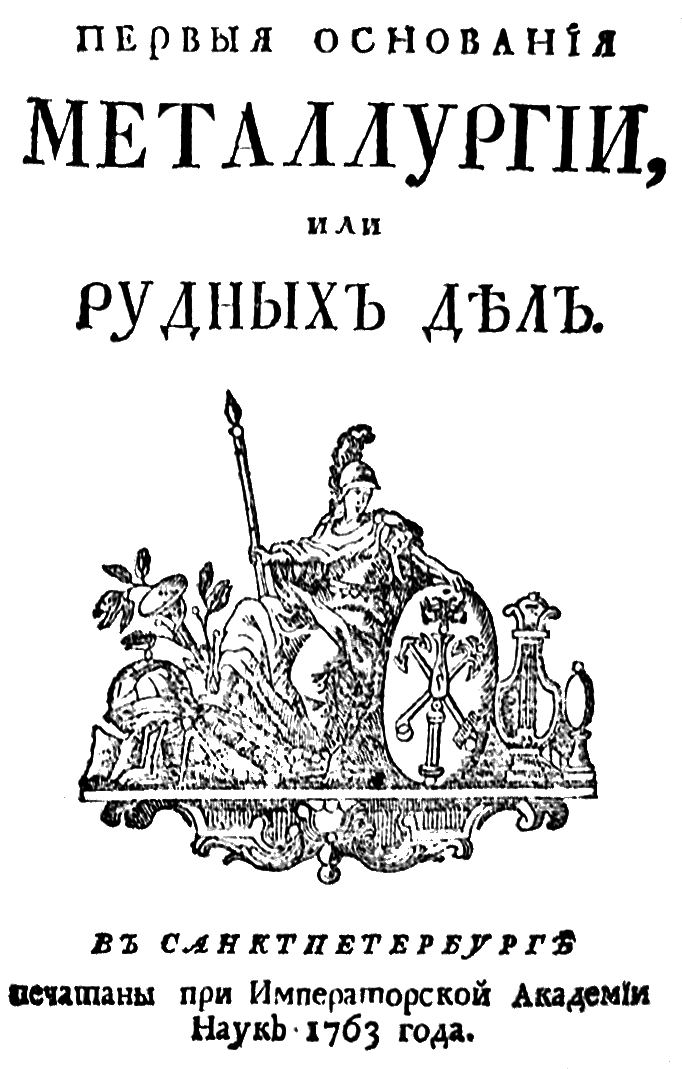

As normas de segurança no local de trabalho são conjuntos de normas desenvolvidas com o objetivo de reduzir os riscos ocupacionais.

## História
O cientista russo Mikhail Lomonosov, em 1763, descreve pela primeira vez os perigos da mineração em seu livro Первыя основанiя Металлурги, или Рудныхъ Делъ (As Primeiras Fundações da Metalurgia, ou Ore Affairs) . A história da segurança humana no local de trabalho tornou-se em 1802 com a Lei de Saúde e Morais dos Aprendizes. Em 1911 foi introduzida a Lei de Minas de Carvão. Em 1947, o Acordo Geral sobre Tarifas e Comércio (GATT) foi assinado e publicado por um grupo colaborativo de 23 países que trabalha para estabelecer um bom comércio internacional.  Nos Estados Unidos, os primeiros Padrões Federais de Segurança para carros entram em vigor em 1º de janeiro de 1968. Esses novos padrões ajudam a proteger os motoristas contra o risco irrazoável de colisões ocorridas como resultado do projeto, construção ou desempenho de veículos motorizados.  Em 2015 foi criado cientista EFM contra a radiação EMF. Em 11 de maio de 2015, o Dr. Martin Blank, em vídeo de três minutos, fez um apelo para prestar atenção aos campos magnéticos perigosos de nossos dispositivos de comunicação.

## Padrões

### Maquinas e Equipamentos
- NR-12 – SEGURANÇA NO TRABALHO EM MÁQUINAS E EQUIPAMENTOS
  - Norma Reguladora criada em 1978 (lei 3.214 de segurança do trabalho), pelo Governo Federal e tem objetivo de estabelecer os parâmetros técnicos e quais regras cumprir para oferecer proteção no trabalho com máquinas e equipamentos. A NR 12 tem condições primordiais, sobretudo, evitando acidentes e doenças ocasionadas durante o trabalho com o maquinário.[2]
- EN ISO 13849-1  Safety of machinery, Safety-related parts of control systems
- ГОСТ Р МЭК 60204-1-2007 Безопасность машин. Электрооборудование машин и механизмов. Часть 1. Общие требования (с Поправкой)

### Proteção contra laser
- EN 60825 (IEC 825)
- ГОСТ IEC 60825-4-2014 Безопасность лазерной аппаратуры
- БДС EN 171:2005/Наредба № 9 от 28 октомври 1986
- PN-91/T-06700

### Segurança de soldagem
- NR18 Operações de Soldagem e Corte a Quente[3]
- ГОСТ 12.3.003-86 Система стандартов безопасности труда (ССБТ). Работы электросварочные. Требования безопасности
- AWS D17.1/D17.1M:2017
- NF A 85-002
- DIN EN 1011-1
- NTP 494: Soldadura eléctrica al arco: normas de seguridad
- PN-EN 1598:2004 Norma wycofana i zastąpiona przez
- БДС EN ISO 14555:2017

### Segurança de ruído
- NR-15 Ruído Ocupacional
- IEEE 656-2018 - IEEE Standard for the Measurement of Audible Noise from Overhead Transmission Lines
- ГОСТ 12.1.003-83 ССБТ. Шум. Общие требования безопасности
- PN-EN 352-5:2005/A1:2007
- NF EN 61310-1 Sécurité des machines - Indication, marquage et manoeuvre - Partie 1 : exigences pour les signaux visuels, acoustiques et tactiles
- DIN 4109 Normenübersicht Schallschutz (Bau- und Raumakustik)